# میرا (کنتاکی)
میرا (به انگلیسی: Myra) یک منطقهٔ مسکونی در ایالات متحده آمریکا است که در شهرستان پایک، کنتاکی واقع شده‌است. میرا ۲۹۲٫۹۲ متر بالاتر از سطح دریا واقع شده‌است.